# 311 př. n. l.

## Hlavy států
- Seleukovská říše – Seleukos I. Níkátor (312 – 281 př. n. l.)
- Egypt – Alexandr IV. Aigos (323 – 310 př. n. l.)
- Bosporská říše – Pairisades I. (349 – 311 př. n. l.) » Satyrus II. (311 – 310 př. n. l.)
- Bithýnie – Zipoetes I. (326 – 297 př. n. l.)
- Sparta – Kleomenés II. (370 – 309 př. n. l.) a Eudamidas I. (331 – 305 př. n. l.)
- Athény – Polemon (312 – 311 př. n. l.) » Simonides (311 – 310 př. n. l.)
- Makedonie – Alexandr IV. Aigos (323 – 310 př. n. l.)
- Epirus – Alcetas II. (313 – 306 př. n. l.)
- Odryská Thrácie – Seuthes III. (330 – 300 př. n. l.)
- Římská republika – konzulové C. Iunius Bubulcus Brutus a Quintus Aemilius Barbula (311 př. n. l.)
- Syrakusy – Agathocles (317 – 289 př. n. l.)
- Kartágo – Hamilcar II. (330 – 309 př. n. l.)
- Numidie – Zelalsen (343 – 274 př. n. l.)